# Rajaa Alsanea
Rajaa Alsanea, née le 11 septembre 1981 en Arabie saoudite, est une jeune auteure saoudienne.

## Biographie
Issue d'une famille de médecins, elle a terminé ses études de dentisterie à l'université du Roi-Saoud en 2005.

## Œuvre
Son premier roman Les Filles de Riyad, s'est vendu à plus de trois cent mille exemplaires. Il raconte la vie amoureuse de quatre jeunes femmes amies, dans la rigoureuse société de l'Arabie saoudite, prises entre leur désir de modernité et le poids des traditions, entre mariages arrangés et existences sacrifiées.
Dans un premier temps le livre fut publié au Liban pour éviter la censure saoudienne (il se vendait sous le manteau au prix de 500 dollars l'exemplaire), avant de finalement être autorisé à la vente.
- Les Filles de Riyad, traduit par Simon Corthay et Charlotte Woillez, éd. Plon, 2007, 299 p.  (ISBN 978-2-259-20649-5)

Le monde secret de l'amour dans la société saoudienne.